# Puchar Islandii w piłce nożnej (1965)
Puchar Islandii w piłce nożnej mężczyzn 1965 – 6. edycja rozgrywek mających na celu wyłonienie zdobywcy Pucharu Islandii. Tytułu broniła drużyna KR. Na każdym etapie pucharu rozgrywany był jeden mecz pomiędzy zespołami. Mecz finałowy odbył się na stadionie Melavöllur w Reykjavíku, gdzie puchar wywalczyła drużyna Valur.

## Pierwsza runda
W pierwszej rundzie wzięło udział dwanaście zespołów, w tym sześć zespołów rezerw i cztery zespoły z 2. deild.
| 31 lipca 1965 | Þór Vestmannaeyjar | 3:2Raport | Keflavík B | Vestmannaeyjavöllur, Vestmannaeyjar |
|               |                    |           |            |                                     |

| 7 sierpnia 1965 | FH | 3:2Raport | Haukar | Hvaleyrarholtsvöllur, Hafnarfjörður |
|                 |    |           |        |                                     |

| 8 sierpnia 1965 | Fram B | 4:0Raport | Akraness B | Akranesvöllur, Akranes |
|                 |        |           |            |                        |

| 8 sierpnia 1965 | KR B | Raport | Keflavík C | Melavöllur, Reykjavík |
|                 |      |        |            |                       |

| 10 sierpnia 1965 | Týr | 8:0Raport | Þróttur Reykjavík B | Melavöllur, Reykjavík |
|                  |     |           |                     |                       |

| 11 sierpnia 1965 | Þróttur Reykjavík | 4:1Raport | Víkingur Reykjavík | Melavöllur, Reykjavík |
|                  |                   |           |                    |                       |

## Druga runda
W drugiej rundzie do zwycięzców pierwszej rundy dołączyły Breiðablik oraz Valur B.
| 13 sierpnia 1965 | Valur B | 3:1Raport | Breiðablik | Melavöllur, Reykjavík |
|                  |         |           |            |                       |

| 21 sierpnia 1965 | Þróttur Reykjavík | 3:1Raport | Týr | Vestmannaeyjavöllur, Vestmannaeyjar |
|                  |                   |           |     |                                     |

| 28 sierpnia 1965 | KR B | 2:1Raport | Þór Vestmannaeyjar | Melavöllur, Reykjavík |
|                  |      |           |                    |                       |

| 6 września 1965 | Fram B | 1:2Raport | FH | Melavöllur, Reykjavík |
|                 |        |           |    |                       |

## Trzecia runda
W trzeciej rundzie rozegrane zostały dwa mecze pomiędzy zwycięzcami drugiej rundy.
| 5 września 1965 | KR B | 6:1Raport | Þróttur Reykjavík | Melavöllur, Reykjavík |
|                 |      |           |                   |                       |

| 9 września 1965 | FH | 4:3Raport | Valur B | Melavöllur, Reykjavík |
|                 |    |           |         |                       |

## Ćwierćfinał
W ćwierćfinale do zwycięzców poprzedniej rundy dołączyło sześć zespołów reprezentujących 1. deild islandzką w sezonie 1965 - KR, Fram, Valur, ÍBA Akureyri, Keflavík oraz Akraness.
| 12 września 1965 | Akraness | 3:0Raport | FH | Akranesvöllur, Akranes |
|                  |          |           |    |                        |

| 12 września 1965 | Fram | 0:1Raport | Valur | Melavöllur, Reykjavík |
|                  |      |           |       |                       |

| 19 września 1965 | ÍBA Akureyri | 2:0Raport | KR | Akureyrarvöllur, Akureyri |
|                  |              |           |    |                           |

| 10 października 1965 | Keflavík | 2:1Raport | KR B | Njarðvíkurvöllur, Njarðvík |
|                      |          |           |      |                            |

## Półfinał
Do półfinału awansowali zwycięzcy meczów ćwierćfinałowych, wszyscy reprezentujący 1. deild.
| 9 października 1965 | Valur | 3:2Raport | ÍBA Akureyri | Melavöllur, Reykjavík |
|                     |       |           |              |                       |

| 17 października 1965 | Akraness | 1:1Raport | Keflavík | Melavöllur, Reykjavík |
|                      |          |           |          |                       |

### Powtórki
W meczu półfinałowym pomiędzy zespołami Akraness oraz Keflavík padł remis, w związku z czym 23 października 1965 roku rozegrany został dodatkowy mecz rozstrzygający o awansie do finału.
| 23 października 1965 | Akraness | 2:0Raport | Keflavík | Melavöllur, Reykjavík |
|                      |          |           |          |                       |

## Finał
Mecz finałowy został rozegrany 31 października 1965 roku na stadionie Melavöllur w Reykjavíku. W spotkaniu udział wzięły drużyny Valur oraz Akraness. Mecz zakończył się zwycięstwem 5:3 pierwszej z tych drużyn. W rezultacie Valur otrzymał tytuł zdobywcy Pucharu Islandii i uzyskał kwalifikację do Pucharu Zdobywców Pucharów.
| 31 października 1965 | Valur | 5:3Raport | Akraness | Melavöllur, Reykjavík |
|                      |       |           |          |                       |